# Comuna Cealîc, Taraclia
Comuna Cealîc este o comună din raionul Taraclia, Republica Moldova. Este formată din satele Cealîc (sat-reședință), Cortenul Nou și Samurza.

## Demografie
Conform datelor recensământului din 2014, comuna are o populație de 857 de locuitori. La recensământul din 2004 erau 1.003 locuitori.

## Administrație și politică
Componența Consiliului comunal Cairaclia (9 consilieri), ales la 19 mai 2024, este următoarea:
|  | Partid           | Consilieri | Componență | Componență | Componență | Componență | Componență | Componență | Componență | Componență | Componență |
|  | ---------------- | ---------- | ---------- | ---------- | ---------- | ---------- | ---------- | ---------- | ---------- | ---------- | ---------- |
|  | Partidul „Șansă” | 9          |            |            |            |            |            |            |            |            |            |